# Finnigans
Finnigans was een Britse fabrikant van luxe bagage en koffers. Het bedrijf werd in 1830 opgericht, oorspronkelijk in Manchester en later in New Bond Street in Londen. Finnigans vervaardigde en produceerde een breed scala aan luxeproducten, waaronder koffers, tassen, mode, sieraden, horloges en zilverwerk.

## Geschiedenis
Finnigans werd gesticht door Brian Finnigan, een Ier die afstamde van Brian Boru, de koning van Ierland in de hoge middeleeuwen. Hij was de zoon van een zeeman die de zomermaanden doorbracht met zeilen voor de kust van Newfoundland, waar hij op walvissen en zeehonden jaagde in de Arctische wateren.
In 1805 ging Brian Finnigan in de leer bij Reuben Farrel, een vriend van zijn vader en voormalige zeilpartner. Farrel maakte lederwaren in Liverpool, vooral tassen en koffers. Deze duurzame en weerbestendige bagage was speciaal geschikt voor de lange en zware reizen van die tijd. Zowel Reuben Farrel als Brian Finnigan verhuisden naar Manchester toen de stad zich ontwikkelde tot een welvarende stad dankzij de bloei van de katoenindustrie.
In 1830 richtte Brian Finnigan zijn eigen huis op, Finnigans. Hij opende een werkplaats in Newton Street Mill en een Finnigans-winkel in Market Street. Finnigans werd al snel beroemd om zijn hoogwaardige lederwaren en zadelmakerij. 
De opening van de winkel viel samen met de oprichting van de Liverpool and Manchester Railway en Robert Stephenson's Rocket, 's werelds eerste stoomtrein voor passagiers, waardoor de vraag naar reisartikelen toenam. Finnigans bedacht een speciaal assortiment artikelen voor treinreizen, zoals de "Lady Train Case", met een sieradenlade en genoeg ruimte voor de garderobe van een vrouw die op reis is. Vanaf dat moment paste het huis zijn reisartikelen aan de nieuwe vervoermiddelen aan: van de trein naar de auto en later ook naar het vliegtuig.
Toen picknicken een modieuze buitenactiviteit werd, ontwikkelde Finnigans de "rieten picknickmand", die niet alleen populair was onder Engelse reizigers, maar ook onder Indiase Rajahs die ze op de ruggen van olifanten bonden. 

### Uitbreiding en reclame
In 1851 kreeg Finnigans internationale erkenning toen het huis een gouden medaille won voor vakmanschap op Prince Albert’s Great Exhibition in het Crystal Palace, waardoor de reputatie van Finnigans nog verder werd verspreid. 
In 1855 had Finnigans zich uitgebreid en adverteerde nu als fabrikant van koffers en koffers. Het assortiment werd voortdurend uitgebreid met nieuwe artikelen die waren aangepast aan de nieuwe vervoermiddelen.
Een van die items was de "Treble Folding Portmanteau", die zo was geconstrueerd dat de compartimenten direct toegankelijk waren en volledig van elkaar gescheiden, "waardoor het niet nodig was dat bagage werd verstoord of verplaatst bij de douane."
De groei van het huis leidde tot de opening van nieuwe panden op Piccadilly en Oxford Street, naast de oorspronkelijke locatie op Market Street in Manchester. 
William Finnigan, de tweede generatie van het familiebedrijf, bouwde voort op het bedrijf van zijn vader en was verantwoordelijk voor de diversificatie en het commerciële succes van het bedrijf. Hij nam het bedrijf over toen Brian Finnigan in 1868 overleed.

### Uitbreiding
In 1879 opende William Finnigan een Finnigans-winkel op New Bond Street 18 in Londen. Al snel sloten Amerikaanse miljonairs, zoals de Rockefellers, de Vanderbilts en de Fords, zich aan bij de klantenkring van het huis. Tegenover Finnigans aan Bond Street lag Asprey: de twee huizen hadden een vriendelijke rivaliteit die leidde tot vruchtbare commerciële ontwikkelingen. Finnigans was nog steeds gespecialiseerd in leer en zadelmakerij, maar verkocht ook klokken, horloges en zilverwerk.
Hun andere adressen in Londen waren Clifford Street, Coach & Horses Yard, Old Burlington Street, terwijl hun vestigingen in Londen gevestigd waren op Lexington Street 6-10, W1.
Finnigans had ook winkels in Liverpool op Bold Street 32 en Dale Street 37-41.
Tegen het einde van de eeuw werd het bedrijf te klein voor de vestiging in Manchester en verhuisde het naar een ruimer pand in Deansgate. Met het warenhuis Kendals aan de ene kant en Finnigans aan de andere kant, werd Deansgate de belangrijkste winkelstraat van Manchester. De winkel in Deansgate werd later uitgebreid met de galerieën van Finnigan, waaronder een sportafdeling, mode- en herenkleding, en schoonheidsproducten.

### Moderne tijd
Naarmate het aantal particuliere en zakelijke medewerkers afnam, ontstond er behoefte aan lichtere bagage. Daarnaast zorgden het gebruik van de auto en de individuele liberalisering van het reizen mede voor een nieuwe generatie bagage.
Draagbaarheid werd de prioriteit van Finnigans. In 1909 adverteerde Finnigans met koffers die sterk en resistent waren, maar toch "zo licht dat u er zelf gemakkelijk een kunt dragen en zo uw sieraden en waardevolle spullen onder uw eigen controle kunt houden." In 1912 commercialiseerde Finnigans ook een "Lady's Motor Hand Bag", zowel lichtgewicht als passend. 
Finnigans paste zich aan de moderne vormen van reizen aan en ontwikkelde speciale bagagelijnen voor reizen overzee, vooral op oceaanstomers als de Titanic, Normandie, Queen Mary en Canberra.
De reisartikelen van Finnigans waren niet alleen praktisch, maar ook van groot vakmanschap. Vooral de lichte toilettassen in kleurrijk en stijlvol Marokko waren een groot succes. Tot de meest luxueuze artikelen behoorde een toilettas, die als huwelijks- of verjaardagscadeau werd aangeboden, van krokodillenleer, met massief gouden beslag en handgrepen van schildpad. Krokodillenkoffers van Finnigans zijn zeer gewaardeerde verzamelobjecten geworden.
In de jaren 1930 lanceerde Finnigans een sportkledinglijn die paste bij de nieuwe levensstijl van de elite, en dan met name bij de trend van zonnebaden en zwemmen in badplaatsen. Een tweedelig badpak in felgeel wordt bewaard in het Victoria & Albert Museum in Londen. 
Vliegreizen brachten gewichtsbeperkingen met zich mee en zorgden ervoor dat het gewicht, de afmetingen en de structuur van de bagage werden verminderd. Finnigans droeg hieraan bij. Nieuwe materialen zoals gevulkaniseerde vezels vervingen de zwaardere, gestructureerde koffers van leer en hout.

### Tweede Wereldoorlog en sluiting
In 1938 nam de vierde generatie van de familie het bedrijf over en werd Brian Finnigan, vernoemd naar zijn voorvader, algemeen directeur. Tijdens de Tweede Wereldoorlog droeg het huis Finnigans bij aan de oorlogsinspanning door in zijn fabriek broodnodige weefmachines te produceren. 
Brian Finnigan breidde het bereik van het familiebedrijf uit en bouwde een exportmarkt op naar New York, Canada en het Caribisch gebied . Na de oorlog sloot Peter Finnigan zich aan bij zijn neef Brian in het bedrijf en reisde naar Macy's in New York om te leren van moderne Amerikaanse warenhuizen en de exportactiviteiten van Finnigans te versterken. 
De twee mannen bestudeerden met interesse de verhuizing van stadswinkels naar voorstedelijke locaties en de komst van het winkelcentrum. Toen het huurcontract van de Deansgate-winkel in Manchester in de jaren 1950 afliep, waren zij de eersten die deze nieuwe retailtrend introduceerden en verhuisden Finnigans naar Wilmslow, twintig kilometer van het stadscentrum van Manchester. Er volgden nog veel meer winkels, waardoor Wilmslow een bloeiend winkelcentrum werd.
In Wilmslow behield Finnigans zijn luxueuze positionering en verkocht het merk met name op maat gemaakte pakken van hoogwaardige tweed. Het huis produceerde ook modieuze handtassen van krokodillenleer met suède voering, die van 'blijvende luxe' waren."
In 1968 sloot Finnigans zijn winkel in New Bond Street in Londen. Het warenhuis in Wilmslow werd in 1982 overgenomen door Hoopers. Het bedrijf bleef een familiebedrijf totdat het in 1988 zijn laatste winkel sloot. 
Het merk Finnigans is inmiddels van eigenaar gewisseld en is nu eigendom van het bedrijf Luvanis, dat zich specialiseert in het nieuw leven inblazen van lang verdwenen merken, zoals Moynat en Belber.